# Moravița
Moravița là một xã thuộc hạt Timiș, România. Dân số thời điểm năm 2002 là 2393 người.